# 胡传治
胡传治（1929年12月—2018年9月29日），男，湖北武昌人，中华人民共和国政治人物，曾任中国船舶工业总公司总经理、党组书记，上海市人大常委会副主任，第七届全国人大代表，中共十三大代表。